# Atogepant
L'Atogepant, vendu sous le nom de marque Qulipta, est un médicament utilisé pour traiter les migraines. Il s'agit d'un gépant, un antagoniste des récepteurs au peptide relié au gène de la calcitonine (CGRPR) actif par voie orale, .
Il a été approuvé pour un usage médical aux États-Unis en septembre 2021 et en France en décembre 2023.
Le médicament (dans des formulations de 10 mg, 30 mg et 60 mg pour dosage quotidien) offrait une réduction significativement plus importante du nombre de jours de migraine que le placebo dans un essai de 12 semaines publié dans le New England Journal of Medicine en août 2021.